# Onze-Lieve-Vrouw-Onbevlekt-Ontvangenkerk (Kontich)

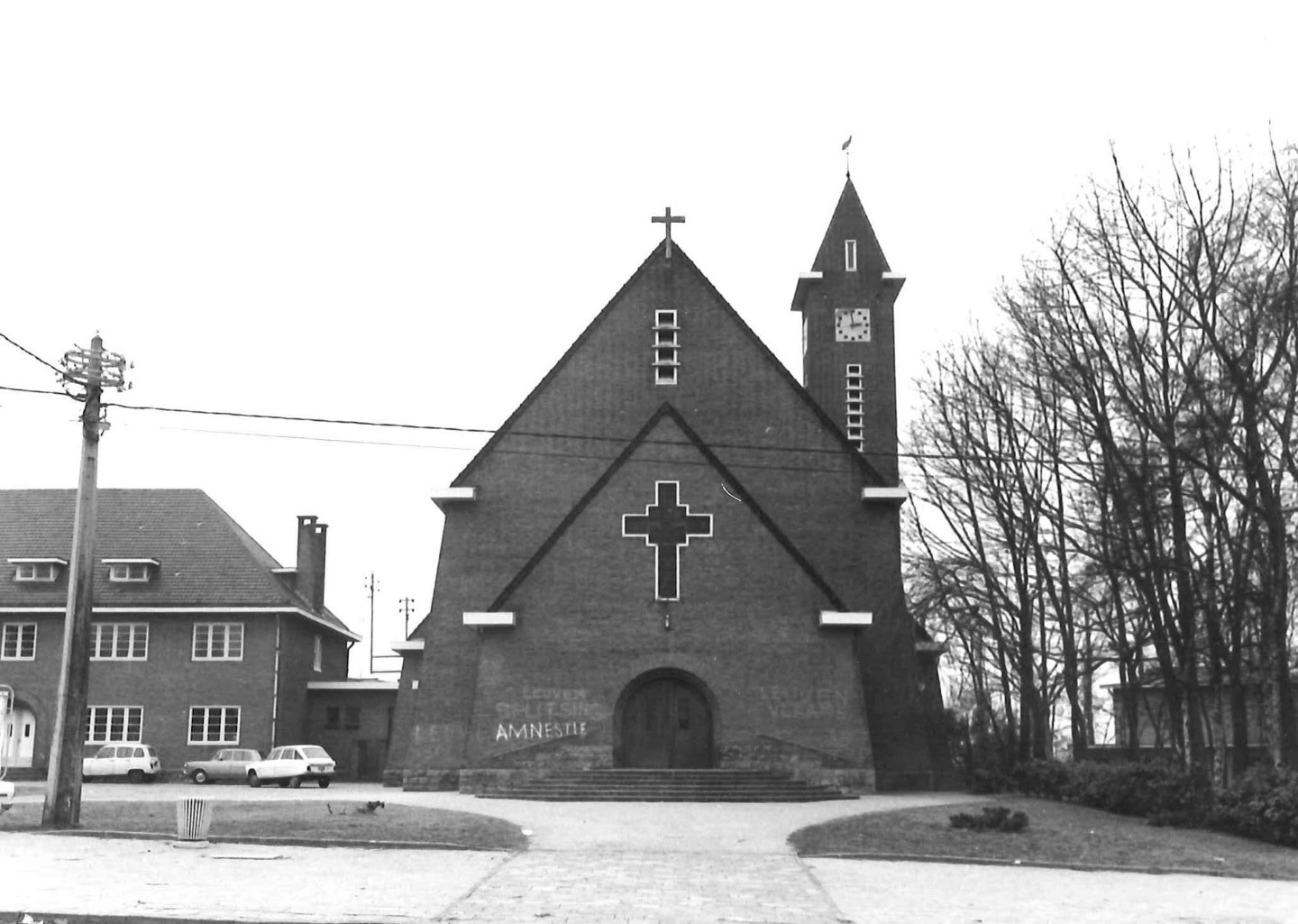
Onze-Lieve-Vrouw-Onbevlekt-Ontvangenkerk

De Onze-Lieve-Vrouw-Onbevlekt-Ontvangenkerk is de parochiekerk van de tot de Antwerpse gemeente Kontich behorende plaats Kontich-Kazerne, gelegen aan de Holle Weg 2.

## Geschiedenis
Deze kerk werd gebouwd van 1931-1933 naar ontwerp van Carlos Van der Voodt. Oorspronkelijk was het een kapelanie, maar in 1952 werd de kerk verheven tot parochiekerk.

## Gebouw
Het is een eenvoudig, op het zuidwesten georiënteerd, bakstenen kerkje onder zadeldak, met een voorgebouwd portaal eveneens onder zadeldak.
Aan de noordwestzijde is tegen het koor een torentje aangebouwd dat eveneens door een zadeldak wordt gedekt.